# Panic! at the Disco
Panic! At The Disco este o formație americană pop rock fondată în 2004, care la momentul actual, este formată din vocalistul Brendon Urie, acompaniat în turneu de către basista Nicole Row, chitaristul Mike Naran și toboșarul Dan Pawlovich.

## Istoric

### Începuturile carierei (2004-2005)
Panic! At The Disco a fost fondată de către prietenii din copilărie Ryan Ross, Spencer Smith, Brent Wilson si Brendon Urie, în Las Vegas. Primele demo-uri ale trupei s-au remarcat semnificativ față de cele ale altor trupe din Las Vegas, ceea ce a dus la obținerea unui contract de înregistrare înainte de a cânta vreodată live.

### A Fever You Can't Sweat Out (2005-2007)
Formatia a lucrat asupra albumului din iunie pana in septembrie 2005. Albumul este impartit in 2 parti: prima parte este muzica electronica si dance, iar a doua parte contine instrumente provenite din muzica clasica. Dupa terminarea inregistrarii, trupa a mers in turneul Nintendo Fusion Tour cu Fall Out Boy, The Strating Line, and Boys Night Out pentru restul anului 2005.  Acesta a fost lansat pe 27 septembrie 2005, cu aproape 10.000 de copii vandute in prma saptamana.Dupa patru luni, videoul "I write sins, not tragedies"  a ajuns in topul Billboard Hot 100, iar vanzarile au depasit pragul de 500.00 de copii vandute. La sfarsitul lunii martie 2006, trupa a anuntat un nou turneu. In mai 2006, brent Wilson a fost dat afara din trupa, deoarece acesta era lipsit de responsabilitate fata de trupa.

### Pretty. Odd.si...Live in Chicago(2007–2009)
Formația a început să scrie albumul Pretty Odd pe data de 6 martie 2007, retragandu-se in Munții Charleston, Nevada. În ianuarie 2008, aceștia au publicat un nou logo, eliminând semnul exclamarii și astfel devenind Panic At The Disco.
Albumul a fost lansat pe 21 martie 2008 și descris ca fiind mai apropiat de muzica celor de la The Beatles. Pretty Odd s-a vândut cu 54.000 de copii in prima zi de la lansare și 139.000 in prima săptămână în Statele Unite De asemenea, a debutat pe locul 2 in topul Billboard 200. Pe scena, trupa a abordat un stil in contrast față de cel precedent, din Fever, cu o tema florală.
Albumul live ...Live in Chigaco, bazat pe înregistrările de la turneul Honda Civic Tour a fost lansat pe 2 decembrie 2008. DVD-ul conține imagini și videouri din spatele scenei cu Panic! At The Disco, un film de scurt metraj Panic At The Disco In: American Valley si un documentar despre turneu, All In A Day's.

### Vices & Virtues(2009–2012)
In primăvara anului 2009, formația a început să lucreze pentru cel de-al treilea album. Cu toate acestea, pe 6 iulie 2009, Ryan Ross și Jon Walker au anunțat prin intermediul site-ului oficial că părăsesc formația. Intr-un interviu, Ross a spus că motivul principal a fost diferențele în procesul creativ din el și Urie, care dorea să dezvolte un sunet pop, pe când Ross și Walker doreau să scrie muzica retro rock. Mai tarziu, numele trupei s-a schimbat din nou în Panic! At The Disco.
Fostul chitarist de la formația pop rock The Cab, Ian Crawford si Dallon Weekes, vocalistul și basistul trupei indie rock The Brobecks i-au înlocuit pe Ross și Walker in turneul cu blink-182, Summer Tour, din 2009. La acel moment, Urie și Smith erau singurii membrii fondatori rămași în formație. După turneu, basistul Dallon Weekes a intrat oficial în componența Panic! At The Disco, pentru a dezvolta conceptul viitorului album.
Aceasta a petrecut marea parte a anului 2010 înregistrând cel de-al treilea album, Vices & Virtues, care a fost lansat pe 22 martie 2011, cu critici pozitive.
În februarie 2011, formația a mers in turneul Vices & Virtues Tour. Turneul a avut aceeași atmosferă teatrală ca și în Fever. După terminarea turneului, Panic! a colaborat cu formația Fun, lansând un single împreună, intitulat "C'mon". Panic! At The Disco a contribuit cu melodia "Mercenary" pentru jocul Batman: Arkham City.

### Too Weird to Live, Too Rare to Die!(2012–2015)
După terminarea ultimul turneu, Urie și Smith au inceput lucrul la următorul album. Ian Crawford a părăsit formația fiind înlocuit de Kenneth Harris. Ulterior, lansarea albumului Too Weird To Live, Too Rare To Die! a fost anunțată pe 8 octombrie 2013. Single-ul Miss Jackson a fost lansat in iulie 2013 împreună cu un video muzical, pentru promovarea albumului.
Panic! At The Disco au evoluat împreună cu Fall Out Boy in cadrul turneului Save Rock And Roll Arena Tour cu Harris inlocuindu-l pe Crawford. 
La scurt timp după începerea propriului turneu, Gospel Tour, Smith a relatat intr-o scrisoare deschisă fanilor despre abuzul sau de alcool și medicamente prescrise inca de la înregistrarea albumului Pretty. Odd. Desi acesta a cantat împreună cu Panic! At The Disco pentru câteva săptămâni, Smith a părăsit formația pentru a da mai multa atenție sănătății sale, in timp ce Dan Pawlovich de la formația Valencia i-a luat locul.
Intr-un interviu din 23 septembrie 2014, Urie a declarat că s-a gandit la conceptul  unui album nou, dar nu este sigur dacă va fi un album Panic! At The Disco sau un album solo.

### Death of a Bachelor(2015–2017)
Pe 2 aprilie 2015, Spencer Smith a anunțat oficial că a părăsit Panic! At The Disco.
In aprilie 2015, Hallelujah a fost lansat și a debutat pe locul 40 in Billboard Hot 100 , devenind al doilea cel mai cunoscut cântec după "I Write Sins, Not Tragedies". Câteva luni mai târziu, Urie a scris că al cincilea album, Death Of A Bachelor, va fi lansat pe 15 ianuarie 2016.
Formația a lansat o reinterpretare a cântecului "Bohemian Rhapsody" ce a fost inclus in albumul Suicide Squad.

## Discografie
- A Fever You Can't Sweat Out (2005)
- Pretty Odd (2008)
- Vices & Virtues (2011)
- Too Weird To Live, Too Rare To Die!  (2013)
- Death Of A Bachelor (2016)
- Pray for the Wicked (2018)

## Stil muzical
Emo, Alternative, Indie Rock

## Membrii formației
Membri curenți
- Brendon Urie – vocalist, chitara, clape (2004–prezent); chitara bas (2005–2010, 2015–present); tobe (2015–present)

## Premii și nominalizări
| An   | Beneficiar                   | Premiu                                                        | Rezultat     |
| ---- | ---------------------------- | ------------------------------------------------------------- | ------------ |
| 2006 | "I Write Sins Not Tragedies" | MTV Video Music Awards – Video Of The Year                    | Câștigat     |
| 2006 | "I Write Sins Not Tragedies" | MTV Video Music Awards – Best Group Video                     | Nominalizare |
| 2006 | "I Write Sins Not Tragedies" | MTV Video Music Awards – Best Rock Video                      | Nominalizare |
| 2006 | "I Write Sins Not Tragedies" | MTV Video Music Awards – Best New Artist In A Video           | Nominalizare |
| 2006 | "I Write Sins Not Tragedies" | MTV Video Music Awards – Best Art In A Video                  | Nominalizare |
| 2006 | "I Write Sins Not Tragedies" | Teen Choice Awards-Rock Track                                 | Nominalizare |
| 2007 | Panic! At The Disco          | Los Premios MTV Latinoamérica – Best International Rock Group | Nominalizare |
| 2007 | Panic! At The Disco          | Kerrang! Awards – Best International Band                     | Nominalizare |
| 2008 | "Nine in the Afternoon"      | MTV Video Music Awards – Best Direction                       | Nominalizare |
| 2008 | "Nine in the Afternoon"      | MTV Video Music Awards – Best Pop Video                       | Nominalizare |
| 2008 | Panic! At The Disco          | Los Premios MTV Latinoamérica – Best International Rock Group | Nominalizare |
| 2008 | Panic! At The Disco          | MTV Asia Awards – The Style Award                             | Câștigat     |
| 2008 | "Nine in the Afternoon"      | Teen Choice Awards – Rock Track                               | Nominalizare |
| 2008 | A Fever You Can't Sweat Out  | Grammy Awards – Best Boxed/Special Limited Edition            | Nominalizare |
| 2011 | "The Ballad of Mona Lisa"    | Kerrang! Awards – Best Single                                 | Nominalizare |
| 2014 | Brendon Urie                 | Alternative Press Music Awards – Best Vocalist                | Câștigat     |
| 2014 | Panic! at the Disco          | Alternative Press Music Awards – Artist of the Year           | Nominalizare |
| 2015 | Dallon Weekes                | Alternative Press Music Awards – Best Bassist                 | Nominalizare |
| 2015 | Panic! at the Disco          | Alternative Press Music Awards –Best Live Band                | Nominalizare |
| 2015 | "Emperor's New Clothes"      | Rock Sound Readers Poll – Video of the Year                   | Câștigat     |
| 2016 | "Emperor's New Clothes"      | Alternative Press Music Awards – Best Music Video             | Câștigat     |
| 2016 | "Hallelujah"                 | Alternative Press Music Awards – Song of the Year             | Câștigat     |
| 2016 | Panic! at the Disco          | Alternative Press Music Awards – Artist of the Year           | Nominalizare |
| 2016 | "Victorious"                 | MTV Video Music Awards – Best Rock Video                      | Nominalizare |
| 2017 | Panic! at the Disco          | People's Choice Awards – Favorite Group                       | Nominalizare |
| 2017 | Death of a Bachelor          | Grammy Awards - Best Rock Album                               | Nominalizare |